# Диоп-Мамбети, Джибрил
Джибрил Диоп-Мамбети (фр.  Djibril Diop Mambéty, январь 1945, Дакар — 23 июля 1998, Париж) — сенегальский актёр, кинорежиссёр, сценарист, композитор.

## Биография
Сын имама, принадлежал к народности лебу. Изучал театр, начинал в качестве актёра театра и кино (как сенегальского, так и итальянского). При поддержке Французского культурного центра в Дакаре начал снимать документальные фильмы.
Умер от рака лёгких. В 2008 о нём был снят франко-сенегальский документальный фильм Мамбети навсегда (fr:Mambéty For Ever). Его младший брат Васис Диоп стал музыкантом, а племянница Мати Диоп — актрисой и режиссёром.

## Фильмография
- 1969 : Contras' City (документальный короткометражный)
- 1970 : Badou Boy (короткометражный игровой)
- 1973 : Touki Bouki (полнометражный игровой, на языке волоф; диплом и премия ФИПРЕССИ Московского МКФ)
- 1989 : Parlons grand-mère
- 1992 : Гиены/ Hyènes (полнометражный игровой, по пьесе Дюрренматта Визит старой дамы; номинация на Золотую пальмовую ветвь Каннского МКФ, специальная премия жюри Чикагского МКФ)
- 1995 : Франк/ Le Franc
- 1998 : Маленькая продавщица солнца/ La Petite Vendeuse de soleil (премия Лос-Анджелесского фестиваля африканского кино за лучший короткометражный фильм, специальная премия жюри Намюрского международного фестиваля франкоязычного кино)